# Meigetsu-in

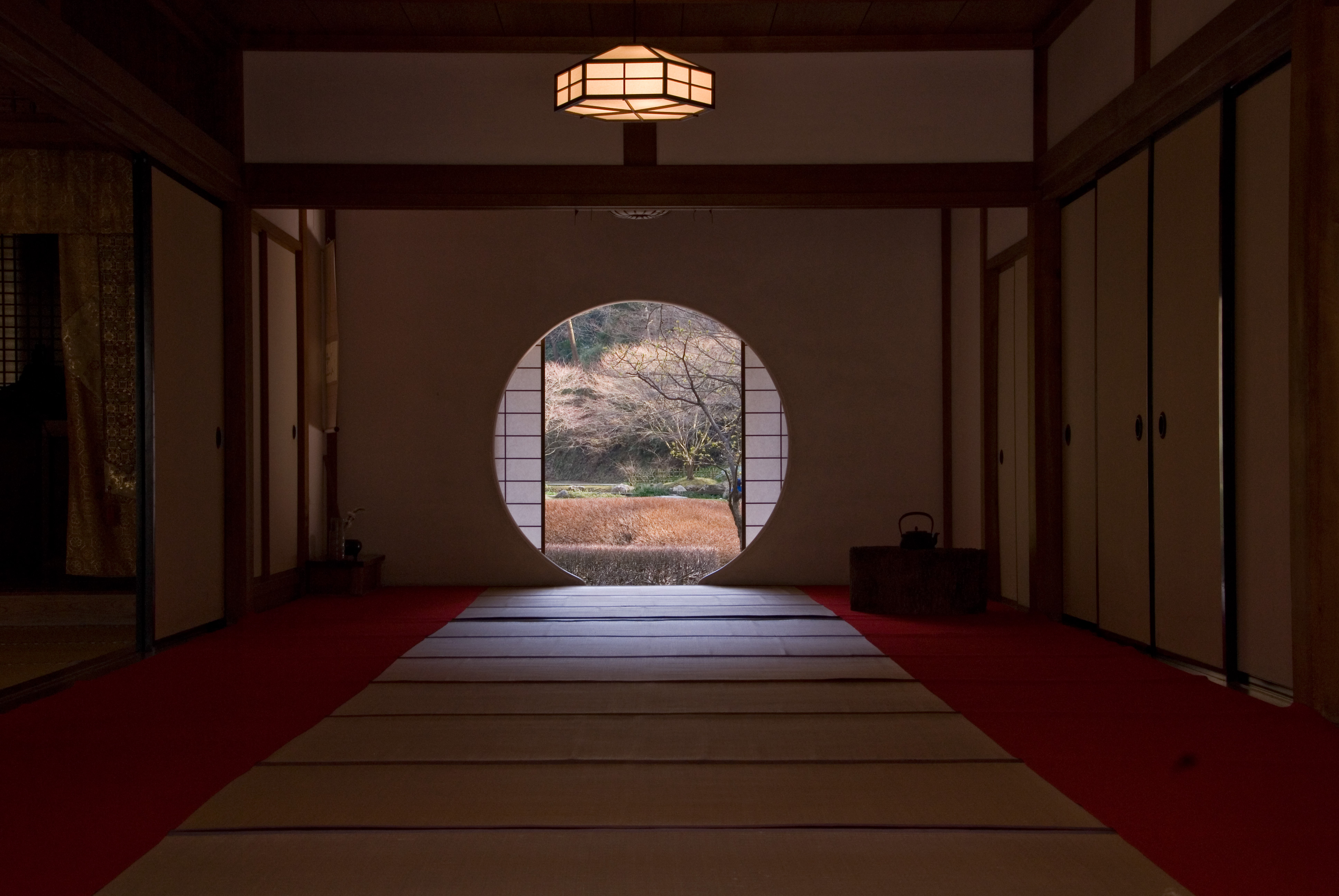
La fenêtre ronde du Meigetsu-in

Le Fugenzan Meigetsu-in (福源山明月院) est un temple Rinzai du Bouddhisme Zen de l'école Kenchō-ji situé à Yamanouchi, préfecture de Kanagawa au Japon. Réputé pour ses hortensias, il est aussi connu comme le « temple des hydrangeas » (ajisai-dera). L'objet principal de culte est  la déesse Shō Kannon (聖観音).

## Histoire

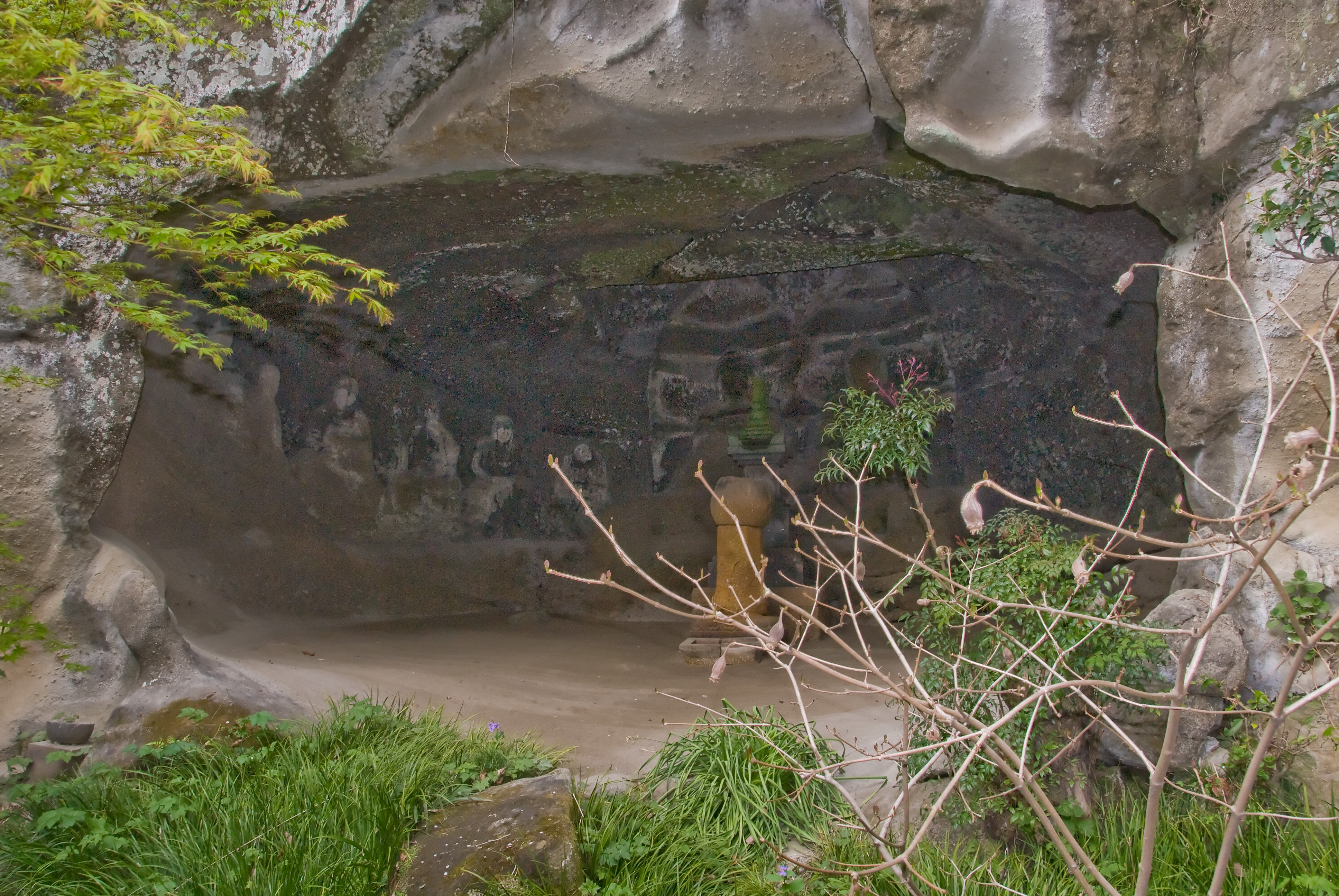
Le Yagura. Les formes des 16 Arhats sont visibles

Le Meigetsu-in est construit par Uesugi Norikata du puissant clan Uesugi et le nom lui-même provient du nom posthume de ce même Norikata (Meigetsu). Selon des documents vieux de 350 ans, c'est à l'origine la salle des invités d'un temple beaucoup plus grand appelé Zenkō-ji (禅興寺) fermé par le gouvernement au cours de l'ère Meiji. Le Zenkō-ji jouit d'un considérable prestige car c'est l'un des temples Rinzai Zen classés (« Kantō Jissetsu » (関東十刹), deuxièmes en importance juste derrière les fameux cinq grands temples (Kamakura Gozan (鎌倉五山) de Kamakura. Le Zenkō-ji  ne survit cependant pas à la répression anti-bouddhiste (Haibutsu kishaku) qui suit la restauration de Meiji. Le Meigetsu-in possède une célèbre statue (XIIIe siècle) de Uesugi Shigefusa, fondateur du clan Uesugi. Il est vêtu des pittoresques vêtements des dignitaires de l'époque de Kamakura. La statue est un trésor national.

## Centres d'intérêt

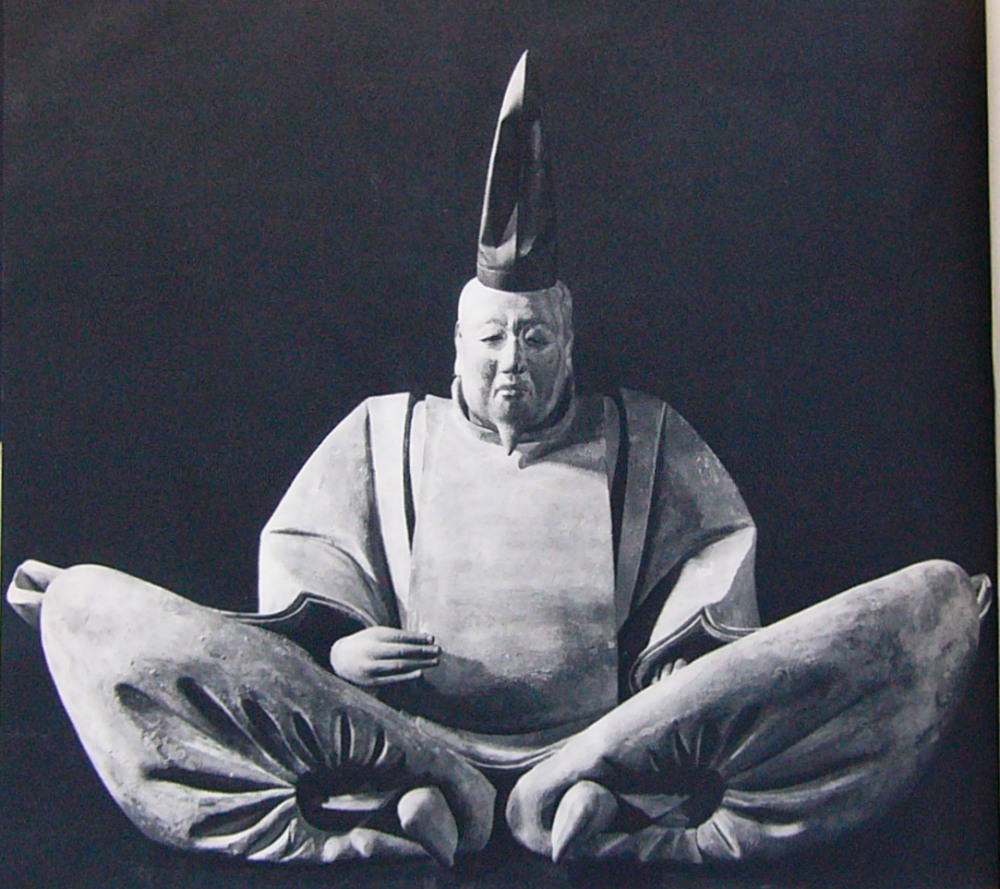
Statue d'Uesugi Shigefusa, trésor national

- Le temple lui-même avec sa belle fenêtre ronde (voir photo ci-dessus)
- Le jardin du temple contient l'un des célèbres dix puits de Kamakura (鎌倉十の井?), le Kame no I (瓶の井)[1]
- Le karesansui, jardin de sable ratissé, les roches et les plantes représentant le légendaire mont Shumi bouddhiste.
- La grotte (yagura) creusée sur le flanc d'une colline est la plus grande de Kamakura. La petite tour en son centre passe pour être la tombe de Norikata[1].
- Tombe de Hōjō Tokiyori[1].
- Les hydrangeas dans le jardin. Les fleurs, quoique célèbres, sont apparemment un ajout récent. Elles auraient été choisies en raison de la facilité avec laquelle elles poussent.

## Sources
- (en) Iso Mutsu, Kamakura. Fact and Legend, Tokyo, Tuttle Publishing, juin 1995
- Meigetsu-in, A guide to Kamakura consulté le 29 mars 2008
- Kita Kamakura, Kamakura Citizen Network consulté le 29 mars 2008